# Roald Amundsen (labdarúgó)
Roald Amundsen (Mjøndalen, 1913. szeptember 18. – Hokksund, 1985. március 29.) norvég labdarúgóhátvéd.